# روني يو
روني يو (بالصينية: 于仁泰) (و. 1950  م) هو مخرج أفلام، وكاتب سيناريو صيني، ولد في هونغ كونغ.

## التعليم
تعلم في جامعة أوهايو.

## وصلات خارجية
- روني يو على موقع IMDb (الإنجليزية)
- روني يو على موقع ألو سيني (الفرنسية)
- روني يو على موقع تيرنر كلاسيك موفيز (الإنجليزية)
- روني يو على موقع أول موفي (الإنجليزية)
- روني يو على موقع بوكس أوفيس موجو (الإنجليزية)
- روني يو على موقع قاعدة بيانات الأفلام السويدية (السويدية)
- روني يو على موقع قاعدة بيانات الفيلم (الإنجليزية)
- روني يو على موقع كينوبويسك (الروسية)